# Dardanus (opera)
Dardanus är en fransk opera (tragédie lyrique) i en prolog och fem akter med musik av Jean-Philippe Rameau och text av Charles-Antoine Leclerc de La Bruère.

## Historia
Operan hade premiär den 19 november 1739 på Théâtre du Palais-Royal i Paris och spelades 26 gånger. Kritiken mot operan var för dess absurda handling missbruk av det övernaturliga (solförmörkelse, sjömonster och drömsekvenser). Rameau och La Bruère reviderade operan så att akterna III, IV och V fick helt ny handling. Denna version sattes upp den 23 april 1744 och fick ingen bra kritik trots att den nya handlingen var mer trovärdig men musiken var mindre tilltalande för publikens smak. Inte förrän operan reviderades en tredje gång med premiär den 15 april 1760 fick verket den erkänsla den var värd. 1744 års version har aldrig satts upp i modern tid då en uppdaterad utgåva saknas. Verket uppfördes under Confidencen Opera Festival vid Ulriksdals slottsteater sommaren 2023.

## Personer
- Vénus (sopran)
- l'Amour (sopran)
- Dardanos (latin: Dardanus), son till Electra och Jupiter (haute-contre)
- Kung Teucer av Frygien (basbaryton)
- Iphise, Teucers dotter (sopran)
- Prins Anténor (basbaryton)
- Isménor, en trollkarl (basbaryton)
- En man från Frygien (basbaryton)
- En kvinna från Frygien (sopran)
- Första drömmen (sopran)
- Andra drömmen (haute-contre)
- Tredje drömmen (bas)
- En frestelse (sopran)

## Handling

### Prolog
I Amors palats befaller Vénus Frestelserna att dansa för Amor. Efter ett avbrott från Svartsjukan och hennes följeslagerskor sänder Frestelsernas dans Amor till sömns. Svartsjukan väcker Amor och han ber Frestelserna att framföra spelet om Dardanus.

### Akt I
Jupiters son Dardanus krigar mot kung Teucer av Frygein, men han är även förälskad i Teucers dotter Iphise. Hon älskar Dardanus men ingen känner till den andres känslor. Teucer lovar Ihises hand till prins Anténor i utbyte mot militär assistans i kriget mot Dardanus.

### Akt II
Dardanus besöker trollkarlen Isménor som visar sina tricks genom att framkalla en solförmörkelse. Han ger sedan Dardanus en trollstav som ger honom makten att uppträda i trollkarlens skepnad. När Iphise kommer till trollkarlen och berättar om sin kärlek till Dardanus är det i själva verket Dardanus hon berättar för. Dardanus avslöjar sin rätta identitet och sina känslor, men Iphise blir generad och springer iväg. Kriget börjar

### Akt III
Iphise får reda på att Dardanus har tillfångatagits och Anténor uttrycker sin önskan att få gifta sig med Iphise samma dag. Teucer firar att Dardanus är fånge men de får då reda på att Neptunus har skickat ett havsmonster för att straffa dem för att de har tillfångatagit en av Jupiters söner. Anténor beslutar sig för att strida mot monstret.

### Akt IV
Vénus skickas av Jupiter för att rädda den sovande Dardanus. Hennes följeslagerskor, drömmarna, dansar och sjunger, och uppmuntrar Dardanus att besegra havsmonstret. Han lyder dem och räddar på så sätt Anténor. Denne känner inte igen sin räddare och visar sin tacksamhet genom att ge Dardanus sitt svärd och att gå med på Dardanus önskan att Iphise själv ska få ges tillfället att avslå hans frieri.

### Akt V
Anténor välkomnas tillbaka till Teucers palats. Dardanus kommer och erbjuder Anténor sitt svärd för att hämnas. Anténor förstår nu att det var Dardanus som räddade honom och han ger upp alla anspråk på Iphise. Vénus anländer och mäklar fred. Dardanus och Iphise gifter sig.